# Керченский миссорий
Керченский миссорий — серебряный предмет в форме блюда (точнее, чаши), обнаруженный в январе 1891 года в Керчи. Первоначально был отнесён к эпохе Юстиниана I и считался его изображением. С 1926 г. ученые (Л. А. Мацулевич, затем И. П. Засецкая) считали, что на нём изображён римский император Констанций II. Последние исследования ставят под сомнение эту версию. На основании сравнительного портретного анализа изображения «триумфатора» на Керченском миссории и лица бронзовой статуи Константина I Великого (306—337) из Капитолийских музеев в Риме, ряд исследователей (О. В. Вус) выдвинул гипотезу, что на чаше изображен именно этот император. По их мнению, миссорий был подарен Константином I Великим одному из представителей проримской партии боспорской знати в Пантикапее в 30-х годах IV века, после окончания кровопролитной римо-боспоро-херсонесской войны.

## Обнаружение

План катакомбы

В январе 1891 года в Керчи, на северо-восточном склоне горы Митридат была случайно открыта древняя катакомба. Несмотря на явные следы разграбления в древности, в ней было найдено несколько предметов, имеющих большое археологическое значение. Важнейшим среди них было серебряное блюдо без поддона, напоминающее древние коммеморативные щиты, известные по античным описаниям и в незначительном количестве дошедшие до нашего времени. Памятник немедленно после своего обнаружения был доставлен в Императорскую археологическую комиссию, которая признала его заслуживающим внимания и подробного изучения. Председатель Комиссии, граф Бобринский в июле 1891 года тщательно осмотрел катакомбу и составил её план.
В тот же год, ввиду важности обнаруженной находки, Комиссия обратилась сразу к двум экспертам с просьбой произвести исследование предмета — профессору университета Граца Йозефу Стржиговскому и профессору Санкт-Петербургской Духовной Академии Н. В. Покровскому.

## Описание
Диаметр блюда 0,25 м, его вес 1 фунт, 58 золотников, 60 долей (≈660 граммов).

### Композиция
На вогнутой внутренней стороне блюда посередине изображён скачущий всадник, впереди которого выступает Ника, а позади едет воин. Судя по нимбу и диадеме, всадник изображает императора. У него полное продолговатое лицо, обращённое к зрителю, большие глаза, длинный нос и резко очерченный подбородок. Ниспадающие на затылок волосы подстрижены «в скобку». Одет он в украшенный роскошной вышивкой кафтан, плотно прилегающие штаны и ботинки. Видна только его правая рука, в которой он держит копьё. Через правое плечо идёт перевязь, на которой висит меч. Башмаки, пояс, перевязь и уздечка коня украшены драгоценными камнями.
Выступающая спереди Ника, обращённая к всаднику, в правой руке держит венок, а в левой — пальмовую ветвь. На Нике безрукавный хитон и накинута на левую руку хламида. На правой руке кольцо, а на скрученных спереди волосах диадема.
Следующий за всадником воин, подобно императору, безбород и стрижен «в скобку». Одежда у него также похожа на одежду императора, за исключением перевязи и драгоценных камней на башмаках. На его шее висит медальон, вооружён он копьём и щитом. Последний окружён по краю простым орнаментом, а в центре монограмма Христа. Под ногами коня лежат выпуклый щит и листья.

### Костюм
Один из первых исследователей, Йозеф Стржиговский, определил в качестве важнейшего вопроса, возникающего при исследовании данного предмета, вопрос о костюме императора. Поскольку он отождествлял императора с Юстинианом I, он ожидал обнаружить значительное сходство одежды всадника с известными описаниями венчавшей колонну Юстиниана конной статуи. Отсутствие ожидаемого сходства заставляет его строить довольно сложные умозаключения.
В вышедшем в следующем году исследовании Д. Ф. Беляева, автор которого сразу же отверг гипотезу об отношении блюда к Юстиниану, чрезвычайно подробно рассматривался вопрос о костюме всадника.
По мнению О. В. Вуса (2021 г.), ничего специфически «варварского» или «ориентального» в костюмах всадника и воина-протектора нет. В Европе менялся климат, а под его влиянием изменялась и военная форма одежды. И рисунок на Керченском миссории зафиксировал именно такие реалии. Император одет в широко распространенную среди военных уже в III в. тунику-далматику с длинным рукавом, украшенную накладными шелковыми лентами (clavi), а также круглыми и овальными вышитыми медальонами (orbiculi). Что касается ношения штанов (bracae), то римские императоры (например, Александр Север (222—235) появлялись в них уже в первой трети III в. На сохранившихся фресках из г. Дура-Эвропос в Сирии (середина III в.) видны солдаты и офицеры, одетые в туники разных расцветок с красной каймой, плащи, а также в сине-серые и красные облегающие штаны.